# Wallersdorf
Wallersdorf er en købstad i Landkreis Dingolfing-Landau i Niederbayern i den tyske delstat Bayern, med omkring 6.750 indbyggere.

## Geografi
Wallersdorf ligger i Region Landshut.
Der følgende landsbyer og bebyggelser: Altenbuch, Haidenkofen, Haidlfing, Wallersdorf, Ettling.